# Nibong (Syamtalira Bayu)
Nibong is een bestuurslaag in het regentschap Aceh Utara van de provincie Atjeh, Indonesië. Nibong telt 535 inwoners (volkstelling 2010).